# (902) Пробитада
(902) Пробитада (лат. Probitas) — астероид главного пояса, который был открыт 3 сентября 1918 года австрийским астрономом Иоганном Пализой в Венской обсерватории и назван в честь латинского слова Probitas (честность), означающего приверженность самым высоким принципам и идеалам и было присвоено этому астероиду в честь первооткрывателя уже после его смерти в знак признания того, что честность была одной из существенных черт его характера. Астероиды (975) Персеверанция и (996) Хиларитас получили свои имена аналогичным образом также в память этого астронома.

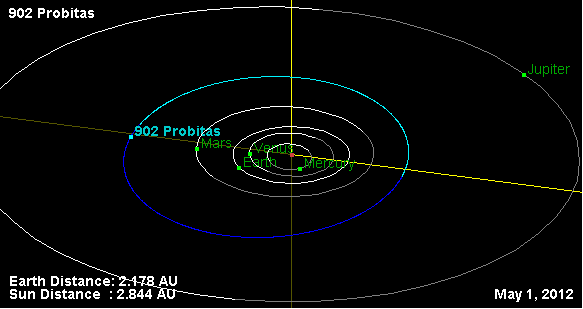
Орбита астероида Пробитада и его положение в Солнечной системе